# 若鷹丸
若鷹丸 (わかたかまる) は、国立研究開発法人水産研究・教育機構が所有している日本の漁業調査船。同機構東北区水産研究所に所属している。

## 概要
三井造船玉野艦船工場で建造され、1995年に就航した。竣工に際しては、当時の農林水産大臣である大河原太一郎が揮毫した。
若鷹丸は、東北沖合や北太平洋で海洋生産力調査、海洋放射能調査、海洋環境調査、漁業資源調査などの漁業に関連した海洋調査を行なっている。 
母港は塩釜港である。
時々開催される一般公開で見学が可能である。

## 東日本大震災
2011年3月11日に発生した東日本大震災では船底を損傷したが、船舶電話で本部と連絡は取れる状況だった。ドック入りして軽微な修繕と点検を受け、6月1日から調査を再開した。